# 大衛·夏普 (登山者)

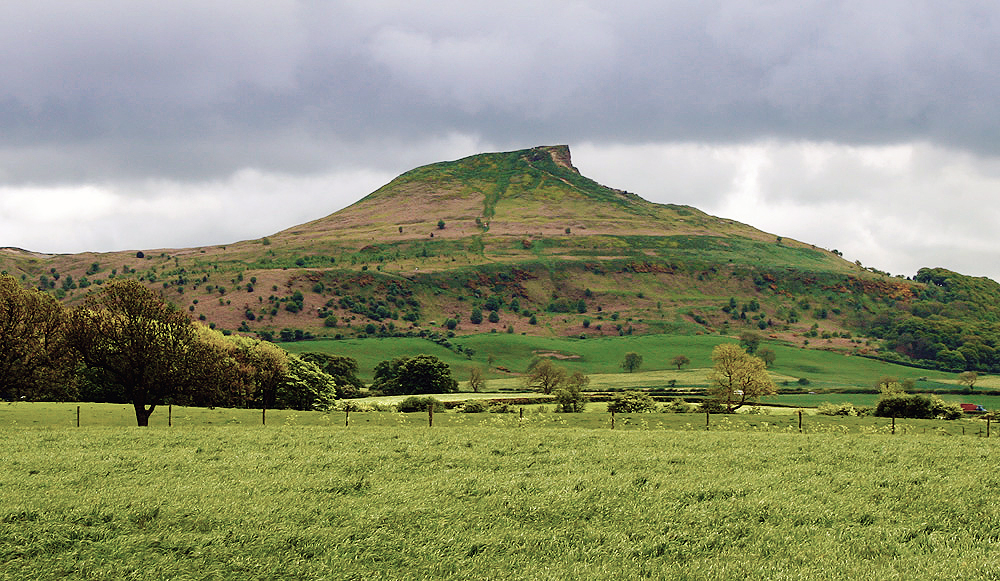
在大衛·夏普成長期間，曾登上北約克郡海拔320公尺的羅塞貝利托普林山。

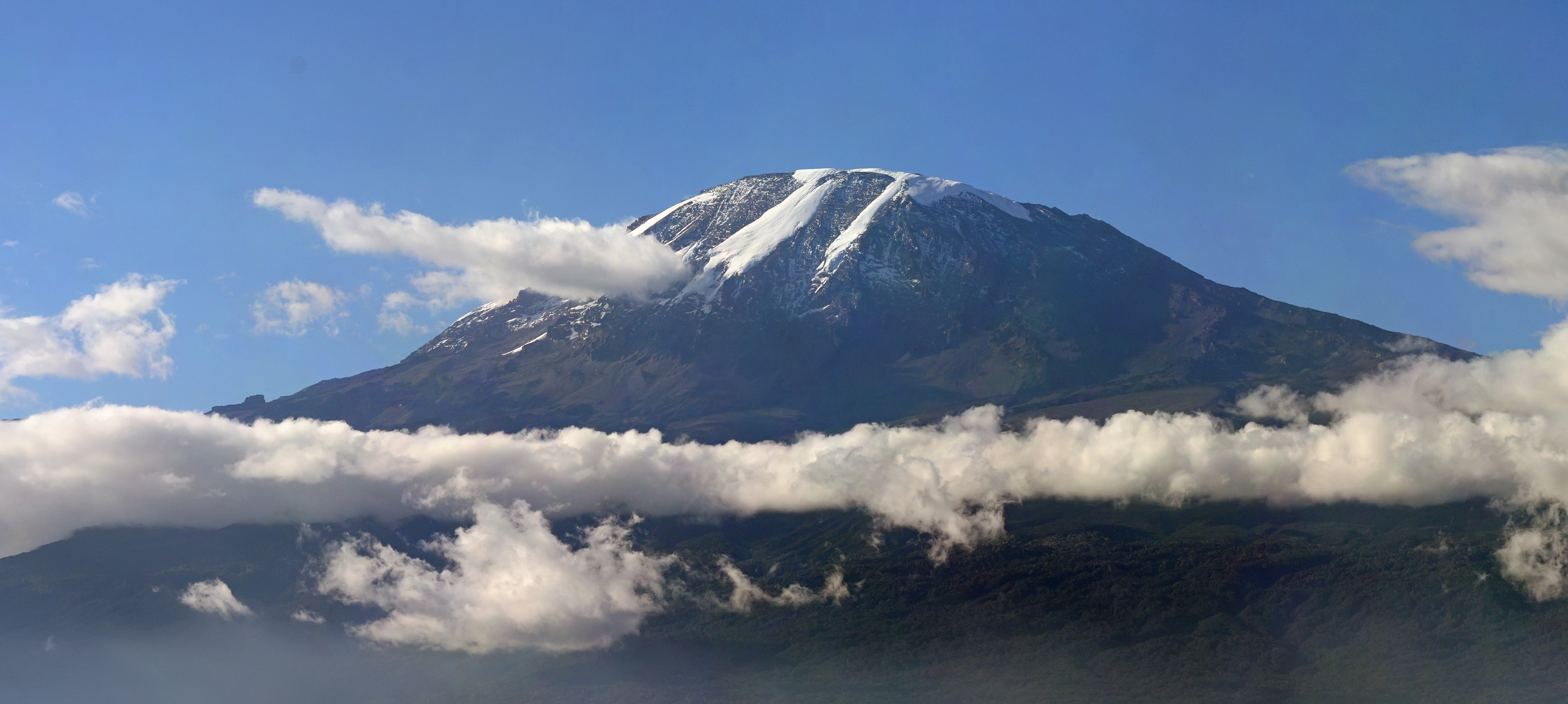
夏普也曾登上非洲最高峰吉力馬札羅山。

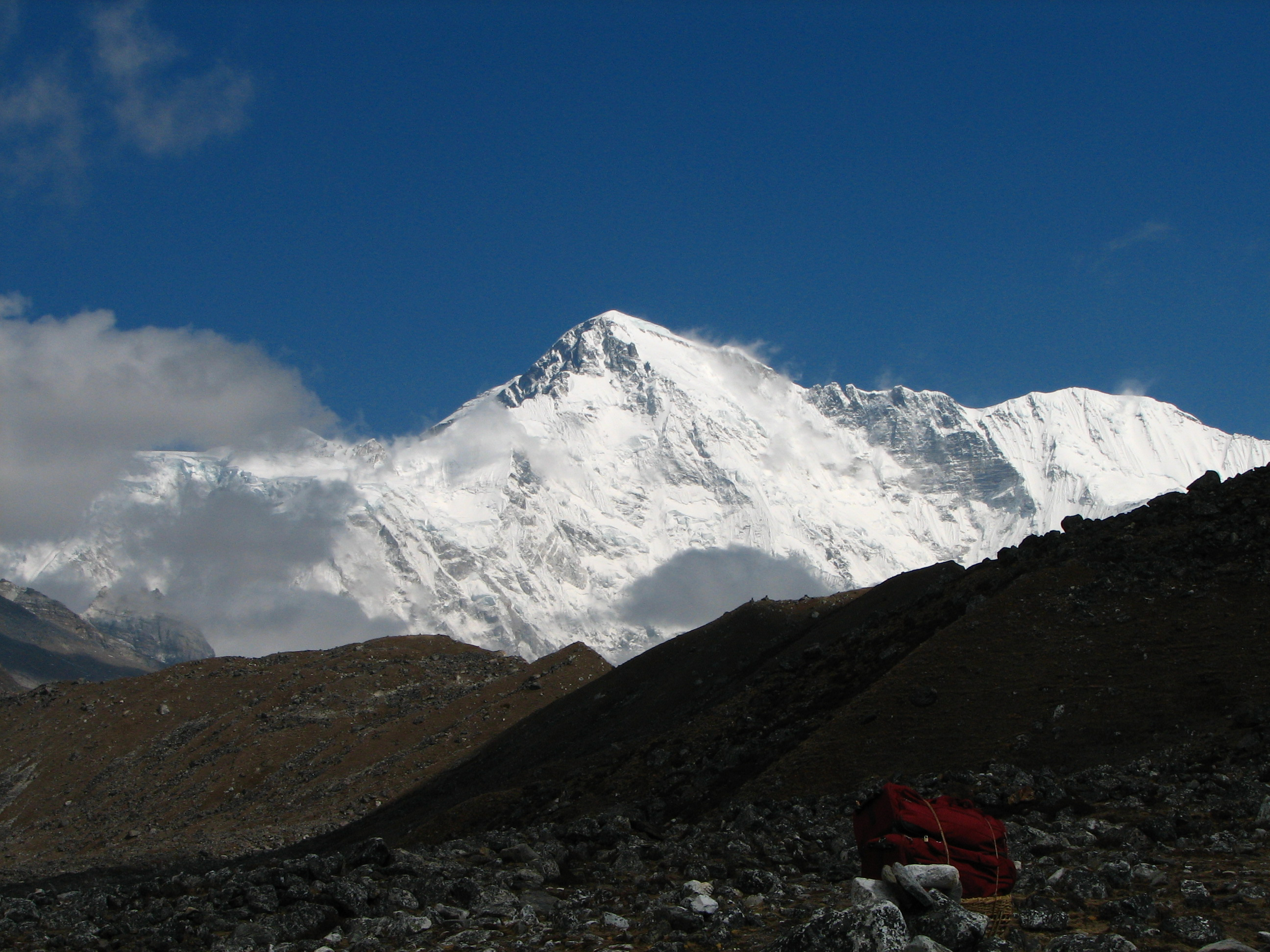
夏普曾於2002年登上海拔8,201公尺的卓奧友峰。

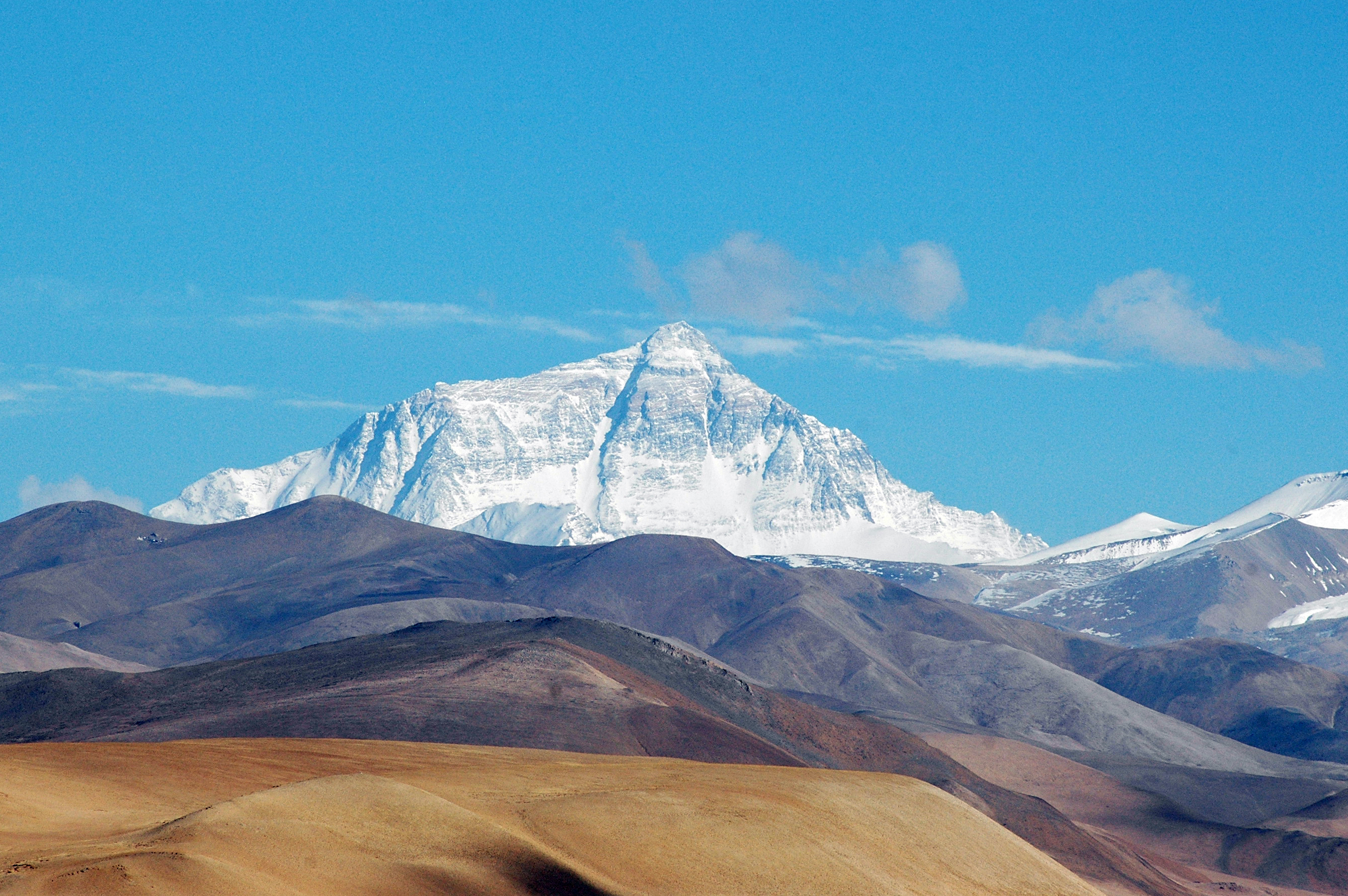
珠穆朗瑪峰的北壁。夏普曾遠征珠穆朗瑪峰3次，第3次遠征造成夏普身亡，並引發一系列國際爭論。

大衛·夏普（英語：David Sharp，1972年2月15日—2006年5月15日）為死於珠穆朗瑪峰頂附近的英國登山者。他的死亡導致了一系列的衝突與爭論，因為在他臨終時，曾有一群登山客在登頂和下山時直接從他身旁走過去，即使仍有其他少數登山客曾試圖協助他。
夏普在攀登珠穆朗瑪峰之前，曾成功登頂卓奧友峰，以擅長在任何環境攀岩並適應良好，並在登山客營地周圍以幽默行徑最為著名。在電視影集《聖母峰：攀越極限》第一季中，他曾經短暫出現，拍攝他攀登珠穆朗瑪峰命運多舛的遠征。
他曾在諾丁漢大學取得學位，並以攀岩作為業餘嗜好。他曾於一家工程公司工作，並抽出時間參與冒險和攀登探險活動，但他計劃在2006年秋季開始擔任學校教師。